# Vilayanur S. Ramachandran
Pour les articles homonymes, voir Ramachandran et Rama.
Vilayanur Subramanian « Rama » Ramachandran né le 10 août 1951 au Tamil Nadu en Inde, est un neuroscientifique indo-américain, connu pour ses travaux en neurologie comportementale et en psychophysique visuelle. Il est le directeur du centre pour le cerveau et la cognition, professeur dans le département de psychologie et en neurosciences à l'université de Californie, à San Diego.
Il est connu pour l'utilisation de méthodes expérimentales qui se fondent assez peu sur des méthodes complexes comme la neuroimagerie. D'après Ramachandran, « On a perdu beaucoup trop [en science] du sens victorien pour l'aventure. » Malgré l'apparente simplicité de son approche, il a été l'initiateur de nombreuses nouvelles idées sur le cerveau. Il a été appelé le « Marco Polo des neurosciences » par Richard Dawkins, et le « Paul Broca moderne » par Eric Kandel. En 1997, Le magazine Newsweek le nomma membre du « club du siècle » et une des « 100 personnes les plus éminentes à suivre » pendant le XXIe siècle. En 2011, le magazine Time le lista parmi « les personnes les plus influentes dans le monde » dans la liste Time 100.

## Carrière scientifique

### Vision humaine
Ses premiers travaux portaient sur la vision humaine. Il utilisa des techniques de psychophysique pour en comprendre les mécanismes cérébraux.
Il aurait découvert de nouveaux effets optiques et illusions.[réf. souhaitée]

### Membres fantômes
Quand un bras ou une jambe est amputé, les patients continuent à sentir une forte présence du membre manquant appelée « membre fantôme ». En se fondant sur les travaux antérieurs de Ronald Melzack et de Timothy Pons, V.S. Ramachandran a émis l'hypothèse qu'il y a un lien entre le phénomène de membre fantôme et la plasticité neuronale dans le cerveau de l'adulte humain. En particulier, il a émis l'hypothèse que les plans de l'image corporelle dans le cortex somatosensoriel sont recâblés après l'amputation du membre. En 1993, en travaillant avec T.T. Yang, il a montré qu'il y avait des changements mesurables dans le cortex somatosensoriel de plusieurs patients qui ont subi une amputation d'un bras. V.S. Ramachandran a mis au point un traitement original : il propose au patient de se regarder dans un miroir positionné de manière que l'image, réfléchie par son membre intact, comble visuellement la partie amputée. Par effet visuel, il aura l'impression de bouger ses deux membres s'il se concentre sur sa vision. Cette méthode peut soulager la douleur du patient liée à la disparition de son membre. Les parties corticales adjacentes avancent leurs frontières pour reprendre la place du cortex qui enregistrait auparavant la sensibilité du membre amputé. Ainsi, une stimulation avec un coton-tige sur la face peut causer des sensations dans le membre fantôme.

## Publications
- Phantoms in the Brain|Phantoms in the Brain: Probing the Mysteries of the Human Mind, avec Sandra Blakeslee, 1998
- Encyclopedia of the Human Brain (rédacteur en chef), trois volumes, 2002
- The Emerging Mind, 2003
- A Brief Tour of Human Consciousness: From Impostor Poodles to Purple Numbers, 2005
- The Tell-Tale Brain|The Tell-Tale Brain: A Neuroscientist's Quest for What Makes Us Human, 2010
- The Encyclopedia of Human Behavior (rédacteur en chef), four-volume second edition, 2012

### Participation
- Dans le cerveau des comédiens : rencontres avec des acteurs et des scientifiques, Anouk Grinberg, éditions Odile Jacob, 2021